# Vergine della Valle

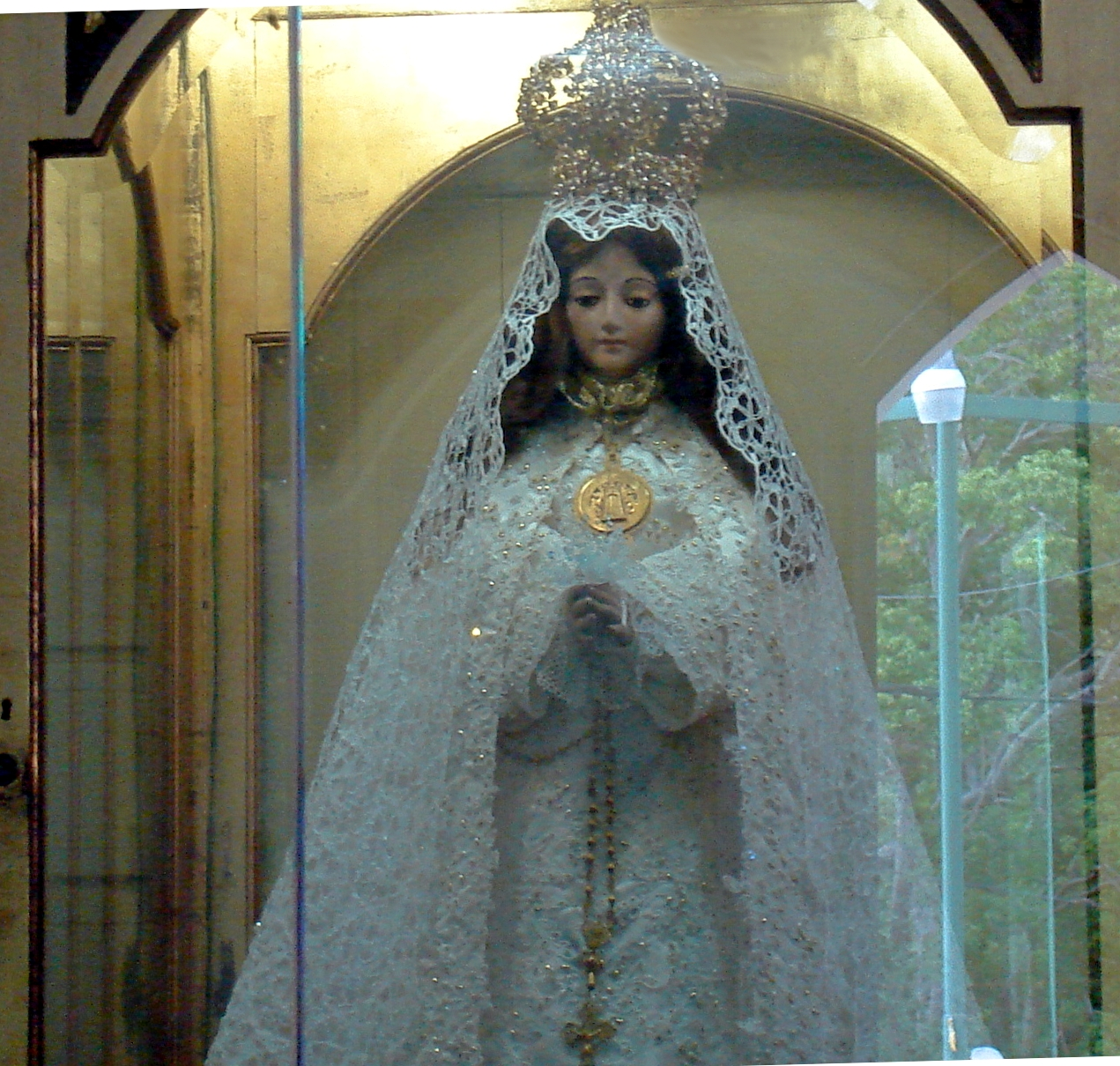
La statua della Vergine della Valle

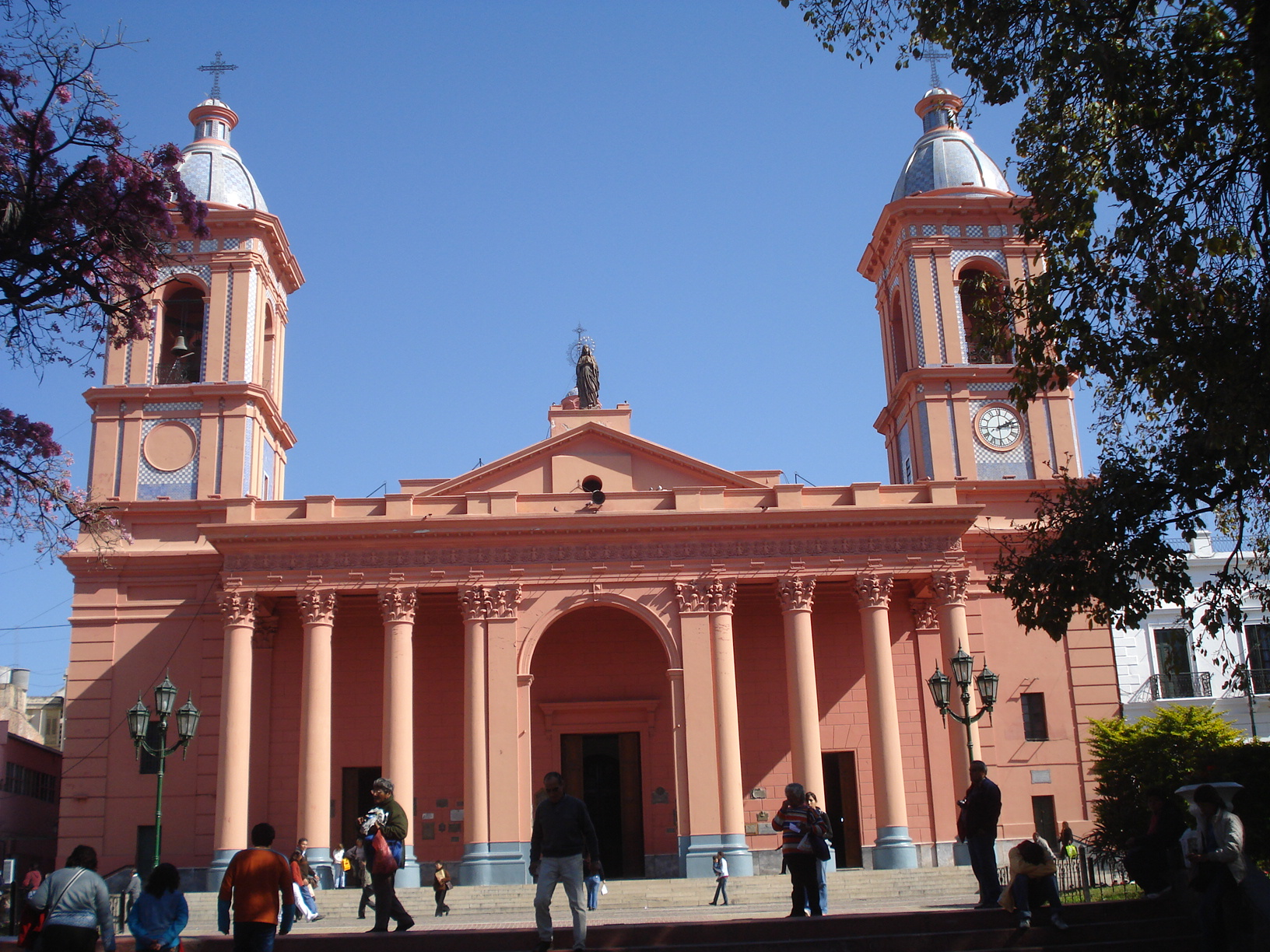
La Cattedrale di Nostra Signora del Valle a San Fernando del Valle de Catamarca

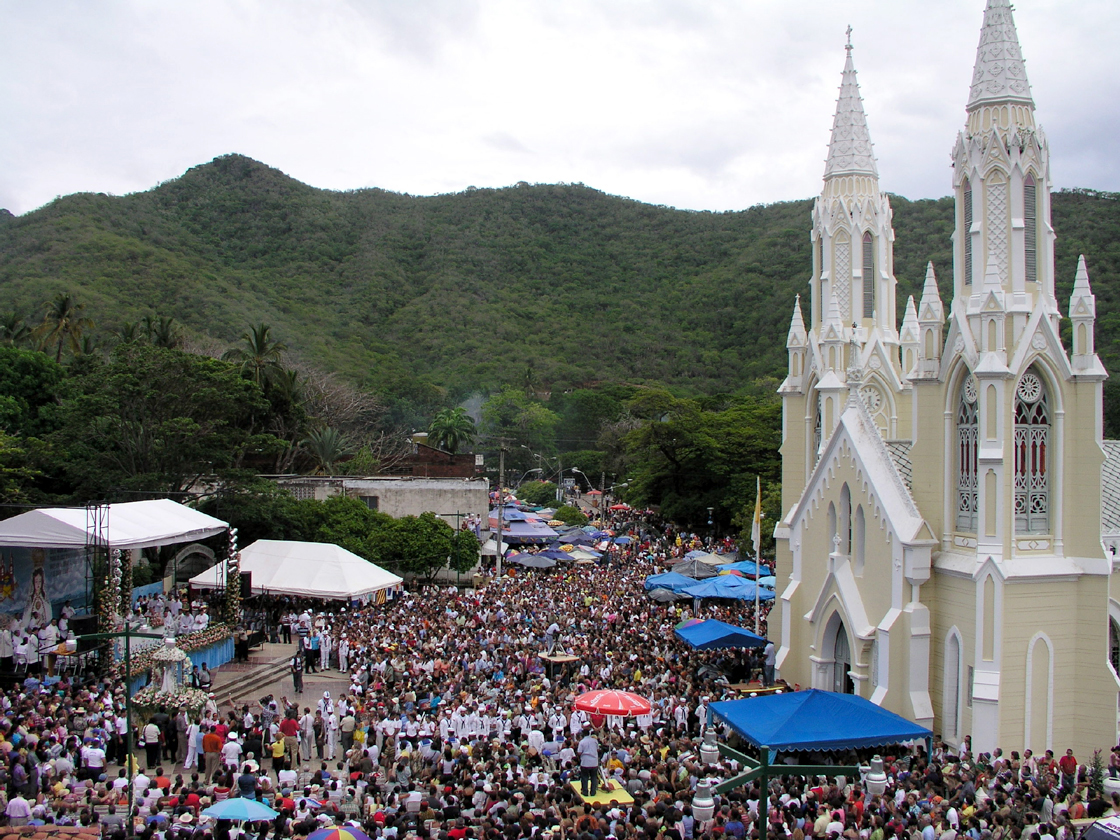
La festività della Vergine della Valle nell'omonima basilica venezuelana

Vergine della Valle (in spagnolo Virgen del Valle or Nuestra Señora del Valle) è l'appellativo con cui è venerata la Beata Vergine Maria nell'isola Margarita, in Venezuela, e nella zona di Catamarca, in Argentina.

## Edifici religiosi dedicati
Tra gli edifici religiosi a lei consacrati vanno menzionate la Basilica di Nostra Signora della Valle a Porlamar, nell'isola Margherita, e la Cattedrale di Nostra Signora del Valle a San Fernando del Valle de Catamarca.